# Бамісхейф
Бамісхейф (нід. вимова: [bamisxɛi̯f]) — це голландська закуска, що складається зі скибочки (нідерландською: schijf) бамі, запанірованої та обсмаженої у фритюрі. Це голландська модифікація китайсько-індонезійської страви з локшини бакмі горенг. Насісхейф — це схожа страва з насі-горенг.

## Підготовка
Начинка готується на основі вареного бамі. Інгредієнти такі ж, як і для бамі горенг: овочі та м'ясо, з індонезійськими спеціями та соусами. Локшину фасують якомога товщі, щоб начинка виробу набула тістоподібної консистенції. З цієї маси формують ковбаску, з якої нарізають скибочки. Ці скибочки панірують і смажать.
Значна частина цієї закуски виробляється на фабриках, де продукт готують, а потім заморожують, перш ніж відправляти в закусочні.

## Варіації
Інші різновиди бамісхейфу зазвичай називаються за їх формою: bamiblok (бамі блок), bamibal (бамі бол) і bamihap (бамі байт). Інший варіант — насісхейф (скибочка насі), який складається з насі, а не з бамі.